# Theo Kapilidis
Theo Kapilidis (griechisch Θεόδωρος Καπηλίδης Theodoros Kapilidis, * 2. Juli 1960 in Stavroupolis) ist ein griechischer Jazzmusiker (Gitarre, Bouzouki), der in der Schweiz lebt.

## Werdegang
Kapilidis spielte zunächst im Ensemble seines Vaters griechische Folklore. Mit acht Jahren erhielt er Klavierunterricht, um mit fünfzehn Jahren zur klassischen Gitarre zu wechseln. 1979 konzertierte er mit dem Quartett von 
Daniel Guggenheim in Clubs in Athen und Thessaloniki, um dann bis 1985 an der Swiss Jazz School in Bern zu studieren. Zurück in Griechenland arbeitete er ab 1986 als Studiomusiker; er trat mit Tritonus plus auf dem International Jazz Festival Thessaloniki auf, arbeitete mit Eleni Tsaligopoulou und unterrichtete am Konservatorium für Zeitgenössische Musik in Thessaloniki. Gleichzeitig entstanden erste Aufnahmen mit dem Electric Jazz Trio. In den nächsten Jahren spielte er häufig in der Schweiz, so 1989 mit dem Beat Ramseier Quintet auf dem Jazz Festival Zürich. Mit dem Electric Jazz Trio trat er auf den Festivals in Patras und Athen auf. 
1991 zog er in die Schweiz. Dort arbeitete er mit Jazzmusikern zusammen wie John Viorol, Heiri Känzig, Rätus Flisch, Michael Zisman, Herbie Kopf und Marc Halbheer, Daniel Schenker, Chris Wiesendanger und Tony Renold. 
1996 gründete er seine eigene Band, spielte aber auch mit der No No Diet Bang auf dem Jazz Festival Willisau. Ebenso spielte er in verschiedenen Bands mit Keith Copeland, Johnny Vidacovich und Matthieu Michel, aber auch mit der Formation NuevoTango. 
Er ist Dozent an der Zürcher Hochschule der Künste.

## Diskographische Hinweise
- Inside Views (Unit Records, 2016, mit Will Winson, Glenn Zaleski, Rick Rosato, Colin Stranahan)
- Bright Shadows (Unit Records, 2013)
- Between Those Worlds  Lurking Loops  (2012)
- Flisch-Vidacovich-Kapilidis: Dr.Watson (Brambus, 1999)
- Heiri Känzig: Ethno Netto (Plainisphare, 1998)
- B.J. Ex’s (Ria Music, 1998; mit David Elias und Michel Poffet)
- Reto Giacopuzzi: Ironically Speaking (Giacarte, 1997)
- Electric Jazz Trio feat. Manny Boyed and Danny Hayes (Rotonda Records, 1990)

## Lexikalischer Eintrag
- Bruno Spoerri (Hrsg.):  Biografisches Lexikon des Schweizer Jazz CD-Beilage zu: Spoerri, Bruno (Hrsg.): Jazz in der Schweiz. Geschichte und Geschichten. Chronos-Verlag, Zürich 2005, ISBN 3-0340-0739-6